# Isabella Young
Pour les articles homonymes, voir Young.
Isabella Young (ou Isabella Scott) (Londres, vers 1720-1730[réf. nécessaire] – ibidem, 12 août 1791) est une cantatrice anglaise au registre de mezzo-soprano, également organiste ayant eu une brillante carrière de concertiste et de chanteuse d'opéra pendant la seconde moitié du XVIIIe siècle.
Elle a été notamment associée aux œuvres de Georg Friedrich Haendel et a été une des chanteuses favorites du compositeur pendant les dernières années de sa vie. Elle faisait partie d'une famille de musiciens anglais très connus qui comptait plusieurs chanteurs professionnels et organistes au cours des dix-septième et dix-huitième siècles.

## Biographie
Isabella Young est née dans les années 1720 ou au début des années 1730, mais l'année exacte n'est pas connue car on ne connaît aucun document relatif à sa naissance ou son baptême. Son père, Charles Young, a été commis au Trésor de Sa Majesté (Her Majesty's Treasury). 
Elle était l'aînée de trois filles ; sa jeune sœur Elizabeth, a connu le succès comme contralto et sa plus jeune sœur, Polly, a été une célèbre soprano, en même temps que compositeur et claviériste. Son grand-père, Charles Young, et son grand-oncle Anthony Young furent tous deux des organistes et compositeurs notoires. Trois de ses tantes ont été également des chanteuses célèbres. Sa tante Cecilia Young (1712-1789), a été l'un des plus célèbres sopranos anglais du XVIIIe siècle et l'épouse du compositeur Thomas Arne. Sa tante Isabella a également été une chanteuse soprano à succès et la femme du compositeur John Frederick Lampe. Enfin sa tante Esther était  une contralto bien connue et la femme de Charles Jones, un notable éditeur de musique en Angleterre au XVIIIe siècle.
Les jeunes étudié le chant avec la basse Gustave Valse et elle a fait ses débuts professionnels apparaissent avec lui en concert le 18 mars 1751. Elle a eu une carrière couronnée de succès que d'un concert et d'oratorio chanteuse à Londres et les festivals provinciaux. Elle est devenue un favori de Haendel's lors du compositeur dernières années, apparaissant dans plusieurs représentations de son œuvre, y compris le rôle de l'Avocat (de la Vérité) dans la première mondiale de" Le Triomphe du Temps et de la Vérité en mars 1757. Elle a également été soliste dans le Messie de représentations à la maison des enfants trouvés de l'Hôpital à plusieurs reprises. Les jeunes était aussi un organiste et souvent de jouer de l'orgue dans des récitals et des concerts en plus de chanter. Elle était surtout connue pour ses récitals d'orgue de Haendel compositions.
Bien que la plus célèbre en tant que soliste de concert, les Jeunes aussi joué sur la scène avec succès. En 1754, elle chante dans trois opéras par son oncle, Thomas Arne; Alfred et Rosamond au Covent Garden, et Eliza au Petit Théâtre dans le Haymarket. En février 1755, elle est apparue au Theatre Royal Drury Lane comme Titania dans l'opéra Les Fées de J. C. Smiths. Elle est revenue pour que le théâtre régulièrement jusqu'en 1777, le chant entre les actes, de la musique, des interludes et afterpieces. Elle a également créé les rôles de George Rush’anglais opéras Du Royal Berger et Le Caprice Amoureux.
Après son mariage avec l'hon. John Scott en décembre 1757 Isabella habituellement chanté dans des concerts et des oratorios comme Mme Scott, mais sur scène, elle a continué à se décrire comme Mlle de Jeunes jusqu'en 1769.